# Gran Premi d'Alemanya del 1978
Resultats del Gran Premi d'Alemanya de Fórmula 1 de la temporada 1978, disputat al circuit de Hockenheimring el 30 de juliol del 1978.

## Resultats
| Pos | No | Pilot                 | Equip                | Voltes | Temps/ Retirada          | Pos. de sortida | Punts |
| --- | -- | --------------------- | -------------------- | ------ | ------------------------ | --------------- | ----- |
| 1   | 5  | Mario Andretti        | Lotus - Ford         | 45     | 1h 28' 00. 90            | 1               | 9     |
| 2   | 20 | Jody Scheckter        | Wolf - Ford          | 45     | + 15.35 s                | 4               | 6     |
| 3   | 26 | Jacques Laffite       | Ligier - Matra       | 45     | + 28.01 s                | 7               | 4     |
| 4   | 14 | Emerson Fittipaldi    | Fittipaldi - Ford    | 45     | + 36.88 s                | 10              | 3     |
| 5   | 3  | Didier Pironi         | Tyrrell - Ford       | 45     | + 57.26 s                | 16              | 2     |
| 6   | 25 | Hector Rebaque        | Lotus - Ford         | 45     | + 1' 37.86 min.          | 18              | 1     |
| 7   | 2  | John Watson           | Brabham - Alfa Romeo | 45     | + 1' 39.53 min.          | 5               |       |
| 8   | 12 | Gilles Villeneuve     | Ferrari              | 45     | + 1' 56.87 min.          | 15              |       |
| 9   | 35 | Riccardo Patrese      | Arrows - Ford        | 44     | + 1 Volta                | 14              |       |
| 10  | 32 | Keke Rosberg          | Wolf - Ford          | 42     | + 3 Voltes               | 19              |       |
| 11  | 23 | Harald Ertl           | Ensign - Ford        | 41     | Motor                    | 17              |       |
| DSQ | 36 | Rolf Stommelen        | Arrows - Ford        | 42     | Desqualificat            | 23              |       |
| Ret | 6  | Ronnie Peterson       | Lotus - Ford         | 36     | Caixa canvi              | 2               |       |
| DSQ | 7  | James Hunt            | McLaren - Ford       | 34     | Desqualificat            | 8               |       |
| Ret | 27 | Alan Jones            | Williams - Ford      | 31     | Prob. amb el combustible | 6               |       |
| Ret | 22 | Nelson Piquet         | Ensign - Ford        | 31     | Motor                    | 21              |       |
| Ret | 19 | Vittorio Brambilla    | Surtees - Ford       | 24     | Prob. amb el combustible | 20              |       |
| Ret | 8  | Patrick Tambay        | McLaren - Ford       | 16     | Accident                 | 11              |       |
| Ret | 11 | Carlos Reutemann      | Ferrari              | 14     | Prob. amb el combustible | 12              |       |
| Ret | 1  | Niki Lauda            | Brabham - Alfa Romeo | 11     | Motor                    | 3               |       |
| Ret | 15 | Jean Pierre Jabouille | Renault              | 5      | Motor                    | 9               |       |
| Ret | 9  | Jochen Mass           | ATS - Ford           | 1      | Accident                 | 22              |       |
| Ret | 16 | Hans Joachim Stuck    | Shadow - Ford        | 1      | Accident                 | 24              |       |
| Ret | 4  | Patrick Depailler     | Tyrrell - Ford       | 0      | Accident                 | 13              |       |
| NVQ | 17 | Clay Regazzoni        | Shadow - Ford        |        |                          |                 |       |
| NVQ | 10 | Jean Pierre Jarier    | ATS - Ford           |        |                          |                 |       |
| NVQ | 18 | Rupert Keegan         | Surtees - Ford       |        |                          |                 |       |
| NVQ | 37 | Arturo Merzario       | Merzario - Ford      |        |                          |                 |       |
| NVQ | 31 | René Arnoux           | Martini - Ford       |        |                          |                 |       |
| NVQ | 30 | Brett Lunger          | McLaren - Ford       |        |                          |                 |       |

## Altres
- Pole: Mario Andretti 1' 51. 90

- Volta ràpida: Ronnie Peterson 1' 55. 62 (a la volta 26)